# ایر مولداوا
ایر مولداوا (به انگلیسی: Air Moldova) یک شرکت هواپیمایی با کد یاتا 9U است که در تاریخ ۱۹۹۳ میلادی تأسیس شده است. دفتر مرکزی ایر مولداوا در کیشیناو، مولداوی واقع شده‌است و قطب این شرکت هواپیمایی در فرودگاه بین‌المللی لیندن پیندلینگ قرار دارد و به ۲۴ مقصد، پرواز مستقیم انجام می‌دهد.